# کیتی مک‌لاکلین
کیتی مک‌لاکلین (انگلیسی: Katie McLaughlin؛ زادهٔ ۹ ژوئیهٔ ۱۹۹۷) شناگر اهل ایالات متحده آمریکا است.
وی در مسابقات کشوری و بین‌المللی در مجموع برندهٔ ۳ مدال طلا، ۶ مدال نقره، ۲ مدال برنز شده‌است.